# Pollenia monsdulitae
Pollenia monsdulitae este o specie de muște din genul Pollenia, familia Calliphoridae, descrisă de Senior-white în anul 1940. Conform Catalogue of Life specia Pollenia monsdulitae nu are subspecii cunoscute.